# Golfe de Tarente
Pour les articles homonymes, voir Tarente (homonymie).
Le golfe de Tarente est un golfe de la mer Ionienne, situé dans le sud-est de l'Italie, dans la cambrure de la botte italienne. Il est grossièrement de forme carrée, un carré dont le côté sud-est est ouvert sur la mer Ionienne.
Le golfe de Tarente doit son nom à la ville de Tarente. Ses côtes se partagent entre les régions des Pouilles, de Basilicate et de Calabre.

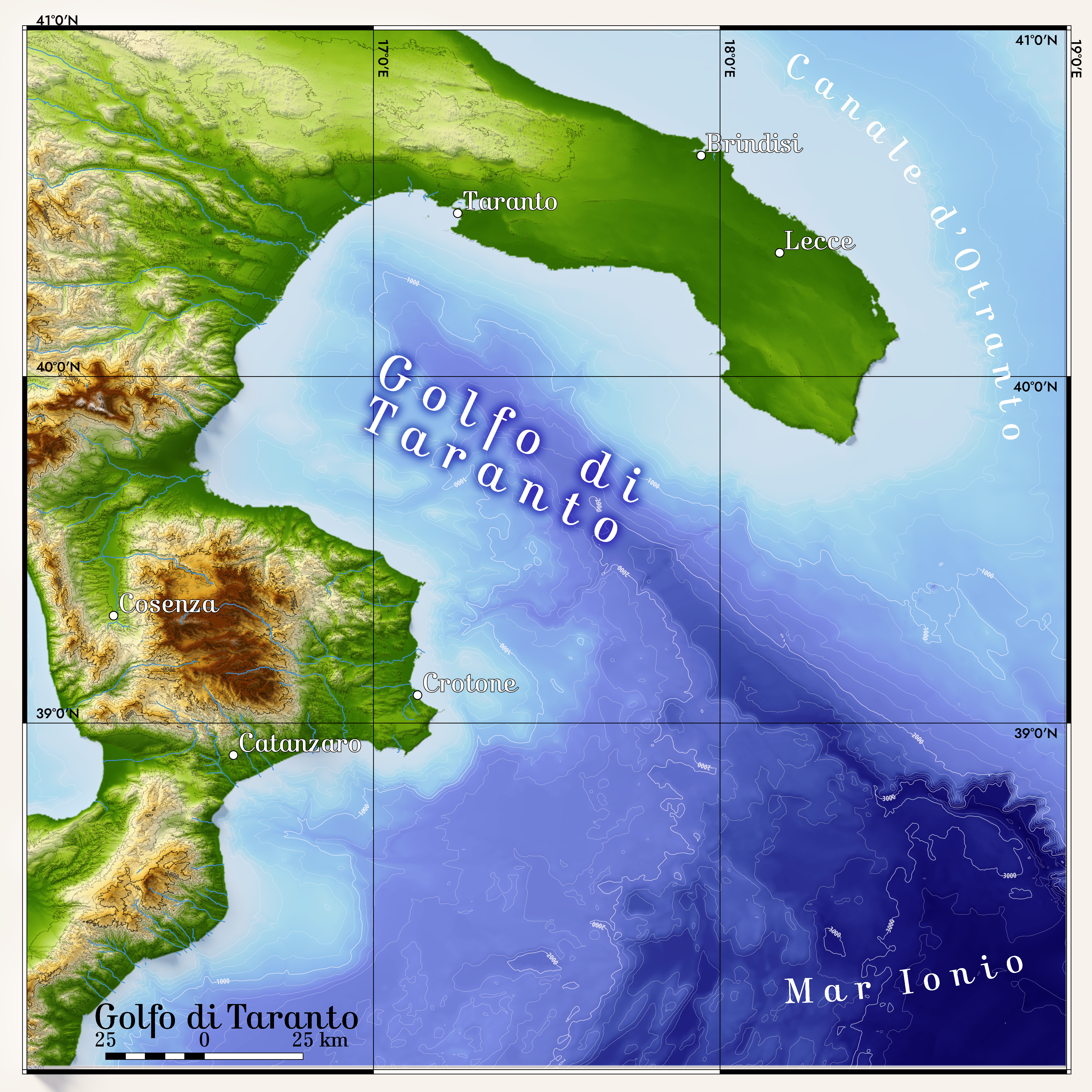
Carte topographique du golfe de Tarente.